# العربي بورعدة
العربي بورعدة رياضي و متسابق عشاري جزائري ولد شهر ماي سنة 1988 بالرويبة - الجزائر العاصمة [بحاجة لمصدر] . يقيم في بلدية أولاد هداج دائرة بودواو ولاية بومرداس, بطل أفريقيا ثلاث مرات في 2008 بأديس أبابا وفي 2010 بنيروبي و 2014 وحامل الرقم القياسي الإفريقي العشاري (8461 نقطة). حقق مشوار مشرف في الألعاب الأولمبية 2016 بريو دي جانيرو و احتل المركز الخامس و حطم الرقم الإفريقي برصيد (8521 نقطة).

## السيرة
فاز بالميدالية البرونزية في مسابقة العشاري في ألعاب عموم أفريقيا 2007. احتل المركز الثاني في القفز بالزانة في بطولة إفريقيا 2010 في ألعاب القوى مع ارتفاع 4.60 م خلفه التونسي حمدي دهويبي. برز بقوة خلال ألعاب لندن الأولمبية والبطولة الإفريقية للأمم بمراكش. وكان ممثل أفريقيا في الكأس القارية لألعاب القوى عام 2010 في الوثب العالي، القفز بالزانة وسجل 5911 نقطة كرياضي ضيف في البطولة الفرنسية.
حقق مشوار مشرف في الألعاب الأولمبية 2016 بريو دي جانيرو و احتل المركز الخامس و حطم الرقم الأفريقي برصيد (8521 نقطة) .

## السجل
| الاختصاص      | الأداء    | المكان                 | التاريخ    |
| ------------- | --------- | ---------------------- | ---------- |
| 100 متر       | 10.58     | ألمانيا راتينغن        | 14/06/2012 |
| قفز طويل      | 7.94 متر  | ألمانيا راتينغن        | 16/07/2011 |
| رمي الجلة     | 13.78 متر | البرازيل ريو دي جانيرو | 17/08/2016 |
| قفز عالي      | 2.10 متر  | البرازيل ريو دي جانيرو | 17/08/2016 |
| 400 متر       | 46.69     | الجزائر الجزائر        | 11/06/2009 |
| 110 متر حواجز | 14.13     | الجزائر الجزائر        | 15/07/2016 |
| رمي القرص     | 41.53 متر | الصين بكين             | 29/08/2015 |
| قفز بالزانة   | 5.00 متر  | موزمبيق مابوتو         | 14/05/2011 |
| رمي الرمح     | 67.68 متر | ألمانيا راتينغن        | 15/06/2012 |
| 1500 متر      | 4:12.15   | ألمانيا برلين          | 20/08/2009 |
| العشاري       | 8461      | الصين بكين             | 29/08/2015 |

## روابط خارجية
- العربي بورعدة على موقع الاتحاد الدولي لألعاب القوى (الإنجليزية)
- العربي بورعدة على موقع اللجنة الأولمبية الدولية (الإنجليزية)
- العربي بورعدة على موقع أوليمبيديا (الإنجليزية)